# Druckrohrleitung

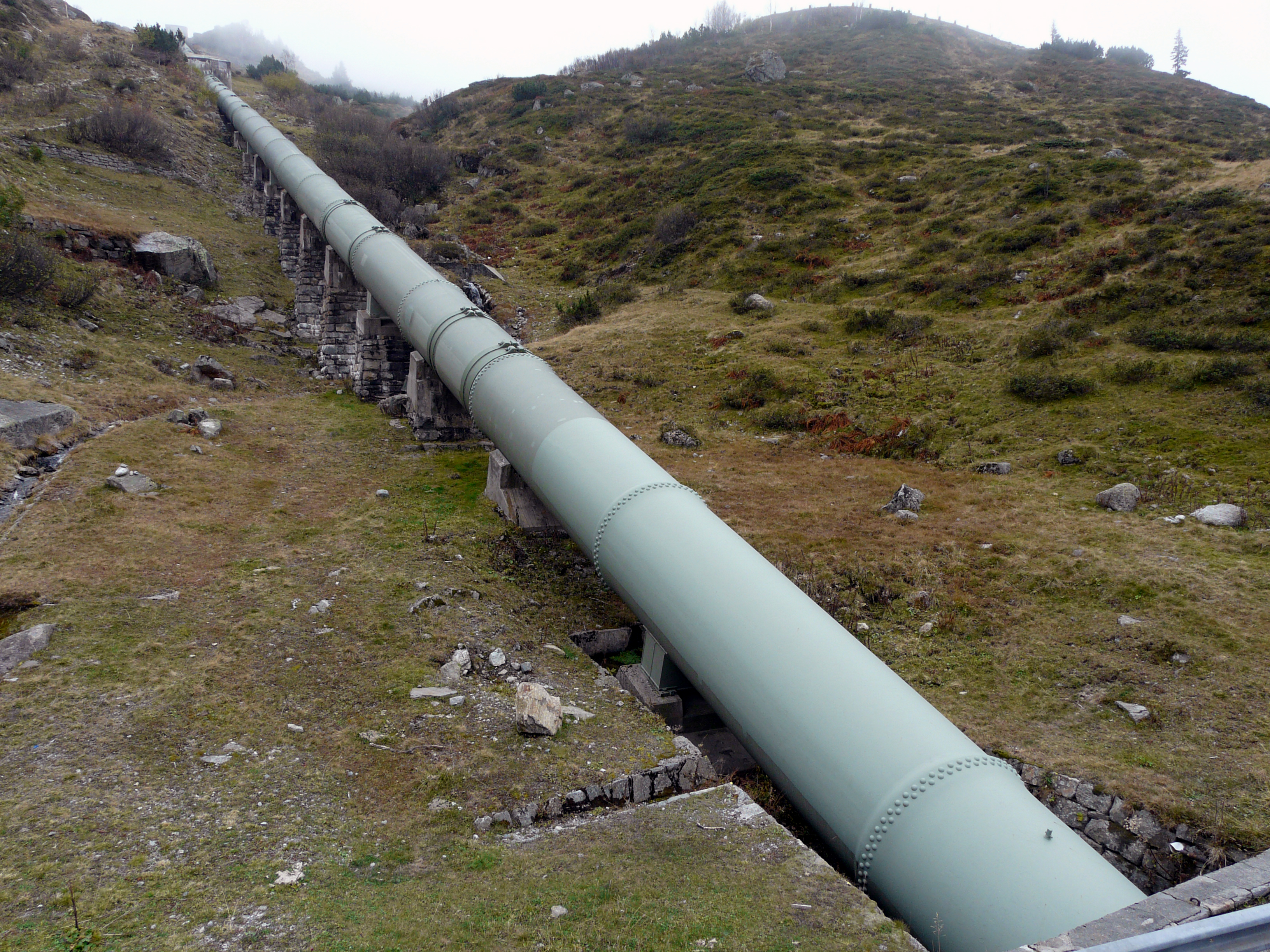
Triebwasserleitung oberhalb des Vermuntsees, die zur Turbinenanlage führt

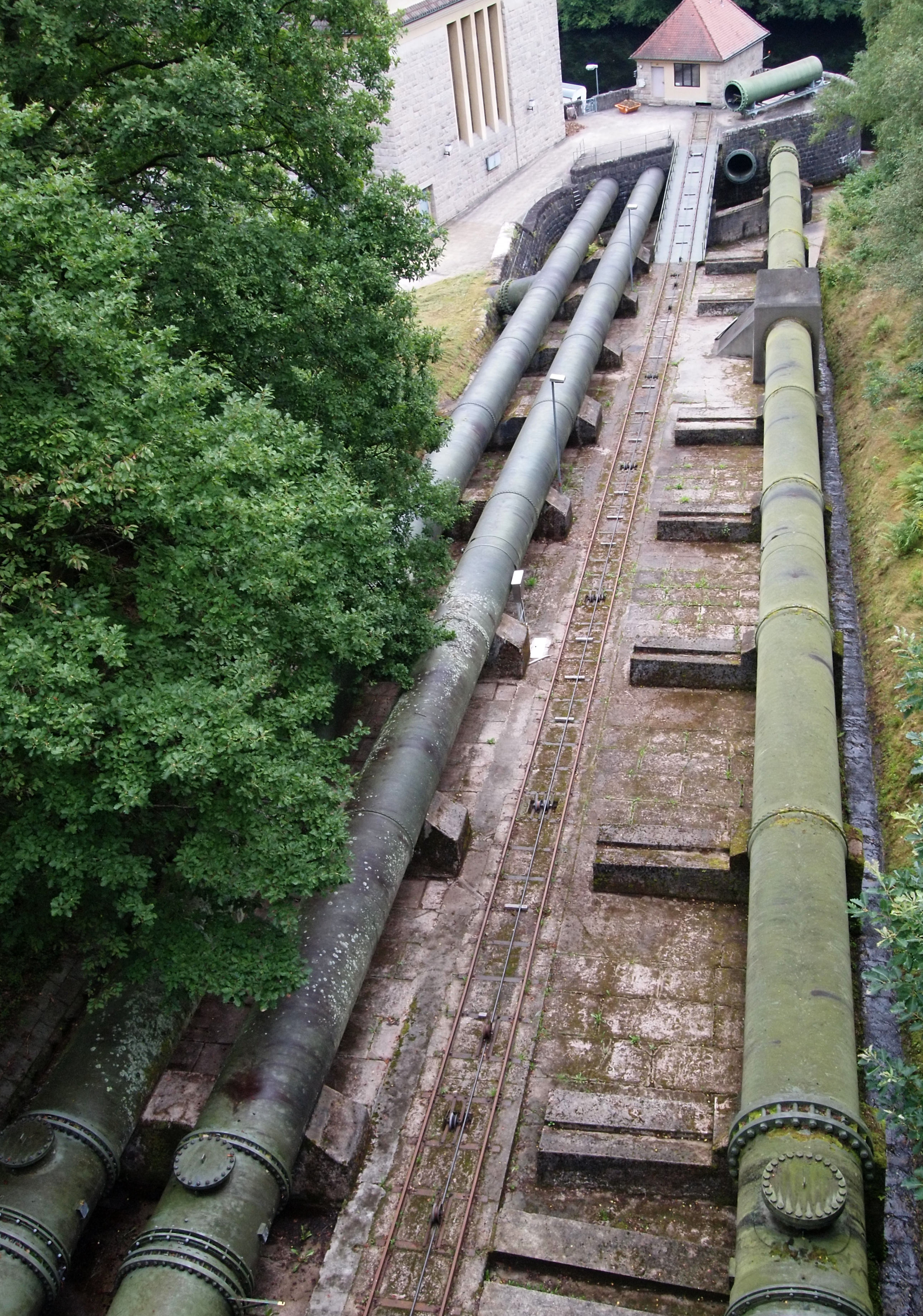
Druckrohre zum Rudolf-Fettweis-Werk

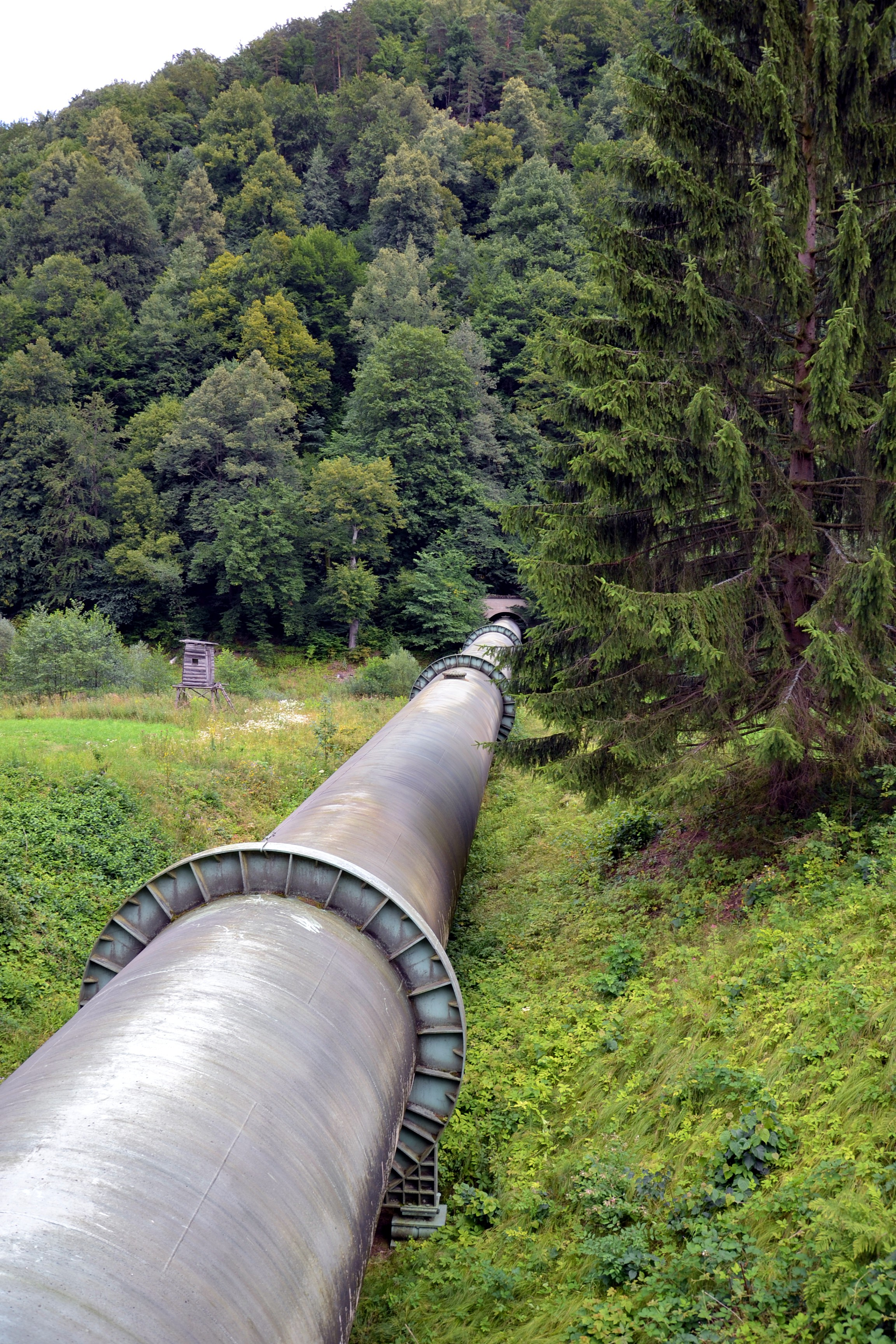
Triebwasserleitung des Kraftwerks Dobra über den Kamp und durch den Berg zum Krafthaus bei Krumau, Durchmesser etwa 4 Meter

Als Druckrohrleitung bezeichnet man eine Rohrleitung, in der im Gegensatz zu einer Freispiegelleitung gegenüber dem atmosphärischen Druck ein Überdruck herrscht. Bevor eine Druckleitung in Betrieb genommen wird, muss mit einer Druckprobe ermittelt werden, ob die Leitung dicht ist (DIN 4044). In Druckrohrleitungen wird Wasser, Erdöl oder Erdgas transportiert, andere Medien sind jedoch ebenfalls gebräuchlich. In Fernwärmeleitungen wird neben Warmwasser auch Wasserdampf transportiert. Die längste Druckrohrleitung der Welt ist mit 5327 km die Erdölleitung Freundschaft zwischen Tatarstan und Brandenburg.

## Konstruktion
Druckrohrleitungen sind nicht auf natürliches Gefälle angewiesen. Das Medium wird durch den Überdruck in der Leitung transportiert. Ein klassisches Beispiel sind innerstädtische Wasserversorgungen, bei denen der notwendige Überdruck durch Pumpen oder Wassertürme bereitgestellt wird. Druckrohrleitungen benötigen einen geringeren Durchmesser als Freispiegelleitungen zur Durchleitung des gleichen Volumenstroms, da der gesamte Querschnitt genutzt wird.
Freigefälledruckleitungen nutzen das natürliche Gefälle aus und benötigen daher zum Betrieb keine externe Energie. Im Gegensatz zu Freispiegelleitungen ist jedoch kein gleichmäßiges Gefälle notwendig. Die Leitung kann auch Hoch- und Tiefpunkte durchlaufen.
In Druckentwässerungssystemen können Druckrohrleitungen mit stärkeren und abrupteren Fließrichtungsänderungen als Freispiegelleitungen verlegt werden. 90°-Bögen sind in der Regel möglich, während als horizontale Freispiegelleitung ausgeführte Abwasserleitungen höchstens im Winkel von 45° verlegt und/oder Richtungsänderungen als Schachtdurchführung ausgeführt werden.

## Triebwasserleitung
Eine Triebwasserleitung ist eine spezielle Bezeichnung einer Druckrohrleitung im Anwendungsgebiet der Wasserkraft. Sie verbindet Wasserspeicher und Krafthaus eines Wasserkraftwerkes, wie z. B. bei einem Pumpspeicherkraftwerk, auf dem kürzesten Weg.

## Düker
Die Düker in Freispiegelleitungen sind technisch gesehen Druckrohrleitungen, da der Innendruck geringfügig höher ist als der atmosphärische Druck. Sie werden aber meist nach den Vorschriften für Freispiegelleitungen konstruiert, solange keine zu starken Turbulenzen zu erwarten sind.